# 卖身契

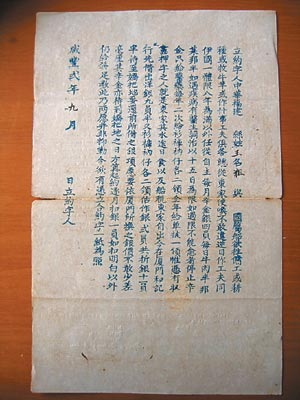
一张卖身契

卖身契是一种买卖人口的契约。在现代社会，这种契约一般被认为是一种无效合同。但在允许人口买卖的古代社会，这种契约具有法律效力，是主人对奴仆主张权利的重要依据。
在中国古代，卖身契被广泛应用在人口买卖的各个领域。不仅买卖奴仆需要签订卖身契，就连妓女加入妓院，演员加入戏班，甚至工人接受雇佣都需要签订卖身契。
卖身契一般需要卖方按手印确认买卖的有效性。在一些历史时期，卖身契还必须到官府登记纳税，并且在卖身契上面粘贴“契尾”（完税凭证），才是合法有效的契约。